# Jeff Madrigali
Jeff Madrigali, född den 8 maj 1956 i Walnut Creek, Kalifornien, är en amerikansk seglare.
Han tog OS-brons i soling i samband med de olympiska seglingstävlingarna 1996 i Atlanta.